# Robert Underwood Johnson
Robert Underwood Johnson (Washington D.C. of New York, 12 januari 1853 – New York, 14 oktober 1937) was een Amerikaans journalist, schrijver, diplomaat en natuurbeschermer.

## Leven en werk
In 1871 studeerde Robert Underwood Johnson af aan Earlham College in Richmond (Indiana). Hij huwde Katharine McMahon in 1876. Het koppel kreeg twee kinderen: Owen McMahon Johnson, zelf een verdienstelijk schrijver, en Agnes McMahon Johnson.
Kort na zijn afstuderen ging hij aan het werk als klerk bij Scribner Educational Books. Na twee jaar was hij al aan de slag als redactioneel medewerker bij Scribner's Monthly. Dat tijdschrift ging in 1881 over in The Century Magazine, dat onder de leiding van Richard Watson Gilder een van Amerika's populairste algemene magazines werd. Johnson kreeg er steeds meer verantwoordelijkheid, tot hij Gilders plaats innam als hoofdredacteur na diens overlijden in 1909. Op dat moment was de populariteit van tijdschriften zoals The Century echter al tanende. Nadat de raad van bestuur Johnsons ideeën voor een nieuw en goedkoper tijdschrift - om op de veranderende markt te kunnen concurreren - afschreef, verliet Johnson het bedrijf in 1913. Zeventien jaar later ging het tijdschrift op in The Forum.
Als iemand die zelf artikels en boeken had uitgegeven was Johnson erg begaan met de ontwikkeling en versterking van auteursrechtenwetgeving in de Verenigde Staten en daarbuiten. In 1888 werd hij secretaris van de American Copyright League, vijf jaar eerder opgericht, en hij bleef tot zijn dood strijden voor auteursrechten. De overheden van Frankrijk en Italië gaven hem daarvoor onderscheidingen en de Yale-universiteit schonk hem een eredoctoraat. Een van de verwezenlijkingen van de liga was de International Copyright Act van 1891.
Verder zette Johnson zich in voor natuurbescherming. Gebruikmakend van de invloed van The Century Magazine werd hij samen met natuurvorser John Muir een van de drijvende krachten achter de totstandkoming van het nationale park Yosemite in Californië in 1890. In 1889 moedigde hij Muir aan om een vereniging op te richten om hun geliefde natuur in de Sierra Nevada te beschermen, hetgeen in 1892 tot de stichting van de Sierra Club leidde, nog steeds een van de meest vooraanstaande natuurverenigingen in de VS. Het was ook Johnson die president Theodore Roosevelt ertoe kreeg in 1908 een conventie van gouverneurs bij elkaar te roepen om de bescherming van staatsbossen te coördineren. In 1913 werd Johnson voorzitter van het National Committee for the Preservation of Yosemite National Park.
Bovenal was Johnson een literator. Hij was betrokken bij talloze projecten die direct en indirect met zijn schrijverschap te maken hadden. Naast zijn carrière bij Scribner's en The Century publiceerde hij een aantal dichtbundels. Hij was ook lid van het National Institute of Arts and Letters en secretaris van de American Academy of Arts and Letters. Tevens was Johnson een drijvende kracht achter het (geslaagde) plan om de werkkamers van de dichter John Keats in Rome als museum te behouden.
In 1920 stelde president Woodrow Wilson Johnson aan als ambassadeur in Italië, voortbouwend op een langdurige band met het land, onder andere als voorzitter van het Italian War Relief Fund of America en organisator van het comité van de American Poets Ambulances in Italy. In 1921 keerde Johnson terug naar de VS, waar hij actief bleef in tal van organisaties. In 1923 verscheen zijn autobiografie, Remembered Yesterdays.
Hij overleed in 1937.

## Publicaties
- met Clarence Clough Buel, Battles and Leaders of the Civil War (1887–88)
- The Winter Hour and Other Poems (New York: The Century, 1892).
- Songs of Liberty and Other Poems (New York: The Century, 1897).
- Poems (New York: The Century, 1902).
- Saint Gaudens: An Ode (derde editie, 1910)
- Poems of War and Peace (1916)
- Italian Rhapsody and Other Poems of Italy (1917)
- Collected Poems, 1881–1919 (New Haven: Yale University, 1920).
- Remembered Yesterdays (Boston: Little, Brown, 1923).
- Your Hall of Fame: Being an Account of the Origin, Establishment, and History of This Division of New York University, from 1900 to 1935 inclusive (New York: New York University, 1935).

- Bibsys: 12006075
- Bibliothèque nationale de France: cb126869095 (data)
- Gemeinsame Normdatei: 117655090
- International Standard Name Identifier: 0000 0000 7363 4662
- Library of Congress Control Number: n86025566
- MusicBrainz: 7b5ab6c6-f416-4a03-9c37-6474dec039cf
- Nationale bibliotheek van Australië: 35249648
- Nationale Bibliotheek van Israël: 987007280137205171
- Istituto Centrale per il Catalogo Unico: PUVV332319
- SNAC: w6bp00zc
- Système universitaire de documentation: 109582403
- Trove: 881874
- Virtual International Authority File: 79126860
- WorldCat: E39PBJmtBbxcGQDcfKB9wf9hpP